# Marcel Sigrist
 (mai 2024).
La mise en forme du texte ne suit pas les recommandations de Wikipédia : il faut le « wikifier ».
Les points d'amélioration suivants sont les cas les plus fréquents. Le détail des points à revoir est peut-être précisé sur la page de discussion.
- Les titres sont pré-formatés par le logiciel. Ils ne sont ni en capitales, ni en gras.
- Le texte ne doit pas être écrit en capitales (les noms de famille non plus), ni en gras, ni en italique, ni en « petit »…
- Le gras n'est utilisé que pour surligner le titre de l'article dans l'introduction, une seule fois.
- L'italique est rarement utilisé : mots en langue étrangère, titres d'œuvres, noms de bateaux, etc.
- Les citations ne sont pas en italique mais en corps de texte normal. Elles sont entourées par des guillemets français : « et ».
- Les listes à puces sont à éviter, des paragraphes rédigés étant largement préférés. Les tableaux sont à réserver à la présentation de données structurées (résultats, etc.).
- Les appels de note de bas de page (petits chiffres en exposant, introduits par l'outil «  Source ») sont à placer entre la fin de phrase et le point final[comme ça].
- Les liens internes (vers d'autres articles de Wikipédia) sont à choisir avec parcimonie. Créez des liens vers des articles approfondissant le sujet. Les termes génériques sans rapport avec le sujet sont à éviter, ainsi que les répétitions de liens vers un même terme.
- Les liens externes sont à placer uniquement dans une section « Liens externes », à la fin de l'article. Ces liens sont à choisir avec parcimonie suivant les règles définies. Si un lien sert de source à l'article, son insertion dans le texte est à faire par les notes de bas de page.
- La présentation des références doit suivre les conventions bibliographiques. Il est recommandé d'utiliser les modèles {{Ouvrage}}, {{Chapitre}}, {{Article}}, {{Lien web}} et/ou {{Bibliographie}}. Le mode d'édition visuel peut mettre en forme automatiquement les références.
- Insérer une infobox (cadre d'informations à droite) n'est pas obligatoire pour parachever la mise en page.

Pour une aide détaillée, merci de consulter Aide:Wikification.
Si vous pensez que ces points ont été résolus, vous pouvez retirer ce bandeau et améliorer la mise en forme d'un autre article.
Pour les articles homonymes, voir Sigrist.
Marcel Sigrist, né le 19 août 1940 à Bessines-sur-Gartempe et mort le 3 mai 2024 à Strasbourg, est un religieux français de l'ordre des Prêcheurs, exégète biblique et assyriologue.
Il fréquente les écoles de Walbourg et de Zillisheim de 1950 à 1958. De 1958 à 1960, il étudie à l'université de Strasbourg puis effectue son service militaire de 1960 à 1962 avant de rentrer au noviciat dominicain à Lille. De 1963 à 1969, il étudie à la Faculté Dominicaine du Saulchoir. Il est envoyé en Finlande pour rejoindre la communauté dominicaine d'Helsinki afin d'établir des relations œcuméniques. Il va se former en Écritures saintes à l'École biblique et archéologique française de Jérusalem. Pierre Benoit, François Langlamet, Raymond Tournay vont lui enseigner l'Ancien Testament de 1969 à 1972. Sa formation à Jérusalem est un tournant pour lui : il est remarqué à l'Université hébraique de Jérusalem. L'assyriologue Hayim Tadmor lui recommande de poursuivre ses études à l'université de Yale aux États-Unis et il s'y spécialise en assyrologie et sumérologie entre 1972 et 1976.
Sa thèse de doctorat est publiée en 1976: «Ninurta à Nippur. L’économie du culte pendant la période d’Isin et Larsa». Dans la continuité de sa thèse, Marcel Sigrist publie durant sa carrière académique de nombreux ouvrages sur la période d'Ur III (2000-1600 av. J-C). Il est nommé professeur à l'École biblique et archéologique française de Jérusalem en 1976.
Professeur à l'École biblique et archéologique française de Jérusalem, Marcel Sigrist accomplit également trois mandats de directeur de cette institution (1991, réélu 1994 et « acting director » 2011–2015).

## Écrits (sélection)
Cette bibliographie recense trop d'ouvrages (mai 2024). Les ouvrages doivent être de « référence » dans le domaine du sujet de l'article. Il peut être souhaitable de les insérer dans une référence et de les enlever de la section « bibliographie ». Il peut être également utile de créer un article bibliographique spécifique.
 (mai 2024).

### Ouvrages
- Documents provenant de collections de tablettes à Rochester New York, Bethesda, 1991  (ISBN 0-9620013-8-4).
- avec Tohru Ozaki : Tablettes administratives Ur III du British Museum, Madrid, 2006  (ISBN 84-00-08426-8).
- avec Tohru Ozaki : Tablettes administratives néo-sumériennes de la collection babylonienne de Yale, Madrid, 2009  (ISBN 978-84-00-08861-3).
- en tant que rédacteur avec Kevin Stephens : In memoriam John Strugnell . Quatre études . Pendé 2015,  (ISBN 978-2-85021-237-6) .
- Harvest Dates in Ancient Mesopotamia as Possible Indicators of Climatic Changes. J. Neumann and Marcel Sigrist. Dordrecht, D. Reidel, 1978 NEUMANN
- The Cuneiform Tablets at Syracuse University; Marcel Sigrist Syracuse, New York, Syracuse University Press, 1980 (Offprint from The Courier, Volume XVII Number 2 & 3, Fall 1980)
- Economic neo-Sumerian texts from Syracuse University; Marcel Sigrist collaboration with David I. Owen Paris, Éditions Research on Civilizations (ERC), 1983 (Memory 29)
- The sattukku in Esumesa during the Isin and Larsa period; Marcel Sigrist. Malibu, California, Undena Publications, 1984 (Bibliotheca Mesopotamica, 11)
- Mesopotamian therapeutic; Pablo Herrero, published by Marcel Sigrist, foreword by Francis Vallat Paris, Éditions Research on Civilizations (ERC), 1984 (Memory 48) Pablo Herrero
- The John Frederick Lewis Collection: Part II Marcel Sigrist, David I. Owen and Gordon Douglas Young. Roma, Editrice Multigrafica, 1984 (Materiali per il vocabulario neosumerico (Unione Nazionale Academica), 13)
- Neo-Sumerian Account Texts in the Horn Archaeological Museum Marcel Sigrist, presented by Lawrence T. Geraty. Berien Springs, Michigan, Andrews University Press, 1984 (Institute of Archaeology Publications, Assyriological Series, 4)
- Ur III - Text: Verstreute Publikationen aus Zeitschriften (Band 1-6) Marcel Sigrist 1986 - 6 volumes..
- Concordance of the Isin-Larsa Year Names; Alfred H. and Marcel Sigrist Kromholz. Berien Springs, Michigan, Andrews University Press, 1986 (Institute of Archaeology Publications, Assyriological Series 1) ALFRED KROMHOLZ
- Cuneiform inscriptions Marcel Sigrist and Tomislav Vuk. - Jerusalem, Franciscan Printing Press, 1987 (Studium Biblicum Franciscanum Museum, 4).
- Isin Year Names Marcel Sigrist Berien Springs, Michigan, Andrews University Press, 1988 (Institute of Archaeology Publications, Assyriological Series, 2)
- Neo-Sumerian Account Texts in the Horn Archaeological Museum; Marcel Sigrist Berien Springs, Michigan, Andrews University Press, 1988 (Institute of Archaeology Publications, Assyriological Series, 5)
- Neo-Sumerian Account Texts in the Horn Archaeological Museum - Seal Impressions; Marcel Sigrist, Carney ES Gavin, Diana L. Stein and Constance Menard. - Berien Springs, Michigan, Andrews University Press, 1988 (Institute of Archaeology Publications, Assyriological Series, 6).
- Old Babylonian Account Texts in the Horn Archaeology Museum; Marcel Sigrist Berrien Springs, Andrews University Press, 1990 (Institute of Archaeology Publications, Assyriological Series, 7)
- Messenger Texts from the British Museum; Marcel Sigrist Potomac, Maryland, CDL Press / Capital Decisions Limited 1990
- Larsa Year Names; Marcel Sigrist Berien Springs, Michigan, Andrews University Press, 1990 (Institute of Archaeology Publications, Assyriological Series, 3)
- Documents from Tablet Collections in Rochester, New York; Marcel Sigrist. Potomac, Maryland, CDL Press / Capital Decisions Limited 1991
- Mesopotamian Yearnames: Neo-Sumerian and Old Babylonian Date Formulae; Marcel Sigrist and Peter Damerow Potomac, Maryland, CDL Press / Decisions Capital Limited, 1991 PREPRINT. Volume I, 1991. Volume II, 1991
- Kinattutu its darâti: Raphael Kutscher Memorial Volume, edited by Anson F. Rainey, Aharon Kempinski, Marcel Sigrist and David Ussishkin Tel Aviv, Tel Aviv University Press, 1993 (Tel Aviv, Journal of the Institute of Archaeology of Tel Aviv University: Occasional Publications 1) Anson Rainey
- Neo-Sumerian Texts from the Royal Ontario Museum The Administration at Drehem; Marcel Sigrist Potomac, Maryland, CDL Press / Capital Decisions Limited 1995
- Egyptology and biblical studies in memory of Father B. Couroyer, under the direction of Marcel Sigrist. Paris, J. Gabalda and Company, 1997 (Cahiers de la Bible Review, 36)
- The Art of Love Lyrics: In Memory of Bernard Couroyer, OP and Hans Jacob Polotsky, First Egyptologists in Jerusalem; edited by Krzysztof Modras; under the direction of Sara I. Groll, Shalom M. Paul and Marcel Sigrist. Paris, J. and Gabalda Company (Cahiers de la Bible Review, 49) Modras 2000., KRZYSZTOF
- Cuneiform Inscriptions in the Collection of the Bible Lands Museum Jerusalem: The Emar Tablets; Joan Goodnick Westenholz; collaboration with Jun Ikeda, Shlomo Izre'el Marcel Sigrist, Itamar Singer and Masamichi Yamada Groningen, Styx Publications, 2000 (Cuneiform Monographs, 13) JOAN Goodnick Westenholz
- Texts from the Yale Babylonian Collection, Parts I-II; Marcel Sigrist foreword by William W. Hallo. - Potomac, Maryland, CDL Press / Capital Decisions Limited, 2000 (Sumerian Archival Texts 2-3)
- Neo-Sumerian Archival Texts in the Nies Babylonian Collection Marcel Sigrist, edited by Ulla Kasten Potomac, Maryland, CDL Press / Capital Decisions Limited, 2001 (Catalogue of the Babylonian Collections at Yale, 3)
- Old Babylonian Account Texts in the Horn Archaeological Museum; Marcel Sigrist. Berrien Springs, Andrews University Press, 2003 (Institute of Archaeology Publications, Assyriological Series, 8)

### Articles dans des ouvrages collectifs
- Location of exegesis in France at the time of Father Lagrange, in Antonin Jaussen: Western social sciences and Arabic heritage. Proceedings of the symposium in March 1997; edited by Géraldine Chatelard and Mr. Tarawneh. Beirut, Centre for Studies and Research on Middle East Contemporary, 1999 (Collection of CERMOC) -. p. 51-64
- Emar, in Biblical Archaeology Today, 1990: Proceedings of the Second International Congress on Biblical Archaeology, Jerusalem, June-July 1990; edited by Avraham Biran and Joseph Aviram Paris-Shadur Alan. - Jerusalem, Israel Exploration Society, 1993 - p. 508-517
- The Social Landscape of the Capital City: Ur in Capital Cities: Urban Planning and Spiritual Dimensions: Proceedings of the Symposium Held on May 27-29, 1996, Jerusalem, Israel; edited by Joan Goodnick Westenholz. - Jerusalem, Bible Lands Museum, 1998 (Bible Lands Museum Jerusalem Publications, 2) - p. 157-167
- Mourning for Shu-Sin in DUMU-E2-DUB-BA-A: Studies in Honor of Ake W. Sjöberg; edited by Hermann Behrens, Darlene M. Loding and Martha T. Roth. - Philadelphia, Pennsylvania, Babylonian Fund, University Museum, Philadelphia, 1989 (Occasional Publications of the Babylonian Fund, 11) -. p. 499-505
- Staffing a position navigation Umma in Escritos Biblia y Oriente Miscelánea conmemorativa del 25 aniversario del Instituto Español biblical Arqueológico y (Casa de Santiago) Jerusalén; under the direction of Rafael Aguirre Monasterio and Félix García López. Salamanca, Jerusalén: Ediciones Universidad Pontificia de Salamanca; Instituto español y bíblico arqueológico (Casa de Santiago), 1981. (Bibliotheca Salmanticensis Estudios, 38.) - p. 387- 397
- The letters of Lagash in Fragmenta Historiae Elamicae: Mixtures offered MJ Steve; texts compiled by Leon De Meyer, Hermann Gasche and Francis Vallat. Paris, Editions Research on Civilizations (ERC), 1986 - p. 51-63
- Fishing rights: tablet St. Etienne in 26 If a Man Builds a Joyful House: Studies in Honor of Assyriological Erle Verdun Leichty; edited by Ann K. Guinan, Maria deJong Ellis, AJ Ferrara, Sally M. Freedman, Matthew T. Rutz, Leonhard Saßmannshausen, Steve Tinney and Matthew W. Waters. Leiden, Brill, 2006 - p. 391-399
- Cuneiform inscriptions; Marcel Sigrist and Tomislav Vuk. Jerusalem, Franciscan Printing Press, 1987. (Studium Biblicum Franciscanum Museum, 4)
- Shipping and royal expenses during the Third Dynasty of Ur in Ki Baruch Hu: Ancient Near Eastern, Biblical, and Judaic Studies in Honor of Baruch A. Levine; éditépar Robert Chazan, William W. Hallo and Lawrence H. Schiffman. Winona Lake, Eisenbrauns, 1999 - p. 111-149
- Seven Emar Tablets in Kinattutu its darâti: Raphael Kutscher Memorial Volume; Anson F. Rainey edited by Aharon Kempinski, Marcel Sigrist and David Ussishkin. Tel Aviv: Tel Aviv University Press, 1993 (Tel Aviv, Journal of the Institute of Archaeology of Tel Aviv University: Occasional Publications, 1) - p.. 165-187
- On the Bite of a Dog in Love and Death in the Ancient Near East: Essays in Honor of Marvin H. Pope; edited by John H. Marks and Robert M. Good. Guilford, Four Quarters, 1987 - p. 85-88. Library Bible School in Birth of the critical method: Symposium Centennial Bible School and French Archaeological Jerusalem. Paris, Editions du Cerf, 1992 (Heritage: Christianity) - p.. 93-98.
- Magic and Human Reason in Officina Magica: Essays on the Practice of Magic in Antiquity; edited by Shaul Shaked. Leiden, Brill, 2005 (IJS Studies in Judaica, 4) -. p. 295-316
- Some di-til-la Tablets in the British Museum in Solving Riddles and Untying Knots: Biblical, Epigraphic, and Semitic Studies in Honor of Jonas C. Greenfield; edited by Ziony Zevit Seymour Gitin and Michael Sokoloff. Winona Lake, Eisenbrauns, 1995 - p. 609-618
- Haftung mit Privatvermögen Nicht bei-Erfüllung von Dienstverpflichtungen (in collaboration with Hartmut Waetzoldt) in The Tablet and the Scroll: Near Eastern Studies in Honor of William W. Hallo; edited by Mark E. Cohen, Daniel C. Snell and David B. Weisberg. Potomac, Maryland, CDL Press / Decisions Capital Limited 1993 - p. 271-280
- Tablets, Cones, and Bricks of the Third and Second Millennia BC; edited by Ira Spar. New York: The Metropolitan Museum of Art, 1988 (Cuneiform Texts in the Metropolitan Museum of Art, 1), p. 10 to 164.
- Two signs submultiples of gur in shelves and pictures to Sumer and Akkad: Mixtures offered to Mr. H. Limet; texts compiled by Önhan Tunca and Danielle Deheselle. Cork Association for the Promotion of History and Archaeology Orientales; Liège, University of Liège, 1996 (Memoirs, 1) -. p. 111-116

### Articles de revues
- Sumerologica Acta, Vol. February 1980: A Sumerian tablet incantations - p. 153-167
- Archaeologische Mitteilungen aus Iran [1930-1997], Vol. 19 1986 Archaeologische Mitteilungen aus Iran. Wirtschaftliche Beziehungen zwischen der Susiana Südmesopotamien und in der Ur III-Zeit - p. 27-31 Records of Archaeology No. 210199, 5: New Sumerian empire - p. 17-23
- Eretz-Israel Vol. 27, 2003: Eretz Israel - Hayim and Miriam Tadmor. Volume Distributions clothes to Umma: Analysis of tablet ROM 115 D - p. 208-221
- Israel Exploration Journal Vol. 32 1982: A cuneiform tablet Tell Keisan - p. 32-35

#### Journal of Cuneiform Studies
- Vol. Our 29. 1-4 1977 Offerings in the Temple at Nippur Nusku - p. 169-184
- Vol. Our 31. 1-4 1979 New geographical names of the empire of Ur III - p. 166-170
- Vol. Our 32. 1-4 1980: Offerings to the gods at Nippur - p. 104-113
- Vol. Our 33. 1-4 1981: working hides and skins Umma in the Ur III dynasty - p. 141-190
- Vol. Our 34. 1-4 1982: Miscellanea - p. 242-252

#### Le Monde de la Bible
- No. 128 July-August 2000: The World of the Bible - Love in the Time of the Bible: Words to describe love - p. 17
- Love sung in Mesopotamia - p. 24-29

#### Orientalia
- Nova Series, Vol. 45 1976 year names Isin kings - p. 410-423
- Nova Series, Vol. 46 1977 Isin and Larsa Nippur between Sin-iddinam to Rim-Sin - p. 363-374
- Nova Series, Vol. 48 1979: The Treasure of Drehem - p. 26-53

#### Porticus
- Vol. 14-16 1991-1993: The Cuneiform Tablet Collection of the Memorial Art Gallery - p. 2-11

#### Revue biblique
- Vol. 84 No. 1-4 1977: Celebrations es-es to the neo-Sumerian period - p. 375-392
- Vol. 86 No. 1-4 1979 Three cuneiform tablets of the convent of Saint-Étienne - p. 240-243
- Vol. 92 No. 1-4 1985: Catalogue of the cuneiform tablets of the Convent Saint-Étienne - p. 570-576

#### Journal of Oriental Archaeology and Assyriology
- Vol. Our 71. 1-2 1977 Esh-ta-ra-gur - p. 117-124
- Vol. Our 73. 1-2 1979 Tur: reduce the flow of someone - p. 96; Erín - a he - p. 101-120
- Vol. Our 79. 1-2 1985 Mu Malgium Basig - p. 161-168
- Vol. Our 80. 1-2 1986 Kubatum - p. 185